# Parapyrrhicia dentipes
Parapyrrhicia dentipes är en insektsart som beskrevs av Henri Saussure 1899. Parapyrrhicia dentipes ingår i släktet Parapyrrhicia och familjen vårtbitare. Inga underarter finns listade i Catalogue of Life.